# Desa Barengkok (administrativ by i Indonesien, lat -6,60, long 106,64)
Desa Barengkok är en administrativ by i Indonesien.   Den ligger i provinsen Jawa Barat, i den västra delen av landet, 50 km sydväst om huvudstaden Jakarta.